# Новокалинове
Новокали́нове — село Очеретинської селищної громади Покровського району Донецької області, в Україні. Населення становить 521 осіб.

## Загальні відомості
Відстань до райцентру становить близько 28 км і проходить автошляхом місцевого значення.
Неподалік від села розташований зупинний пункт Борці.
Землі села межують із територією с. Калинове Костянтинівського району Донецької області.

## Війна на сході України
10 листопада 2014 року «Гради» проросійських терористів обстріляли позиції українських сил АТО поблизу Новокалинового, вогнем у відповідь розрахунки ворога були знищені.

## Населення
За даними перепису 2001 року населення села становило 521 особу, з них 78,5 % зазначили рідною мову українську, 21,11 %— російську та 0,19 %— молдовську мову.